# Secrets (álbum de Toni Braxton)
Secrets é o segundo álbum de estúdio da cantora estadunidense Toni Braxton. Foi lançado em 18 de junho de 1996, pela LaFace Records e Arista Records. O álbum foi indicado ao Melhor Álbum Pop no Grammy Awards de 1997. Secrets foi certificado em outubro de platina pela Recording Industry Association of America (RIAA). Em todo o mundo, o álbum já vendeu mais de 15 milhões de cópias. Em apoio ao álbum, Braxton embarcou na Secrets Tour, com datas que compreenderam a América do Norte e Europa no período de agosto de 1996 a outubro de 1997.

## Composição
A primeira música do álbum, "Come On Over Here", é uma faixa "sulcante e emocionante", produzida por Tony Rich. Foi descrito como "uma composição neo- Motown". A segunda faixa foi posteriormente lançada como primeiro single da obra, o divertido e arejado "You're Makin' Me High", foi produzido por Babyface e Bryce Wilson. Também foi indicado ao Melhor Canção de R&B. A terceira faixa "There's No Me Without You" é uma música romântica. A quarta faixa e o segundo single do álbum, "Un-Break My Heart", é uma balada escrita por Diane Warren. O presidente da Arista Records, Clive Davis, achou que a canção seria perfeita para Braxton. Com vocais de fundo de Shanice Wilson e produção de David Foster, a música passou 11 semanas no número um nas estações de rádio pop e 14 semanas no número um no rádio adulto contemporâneo no final de 1996. Também ganhou um Grammy Award para Melhor Performance Feminina Pop em 1997. É uma canção sobre desgosto, no qual Braxton canta para seu ex-amante, implorando que ele volte para ela e desfaça toda a dor que ele causou A quinta faixa, "Talking in His Sleep", é sobre adultério.
A sexta faixa "How Could an Angel Break My Heart" foi co-escrito por Babyface e Braxton e apresenta o saxofonista Kenny G. Em uma melodia de balada "envolvente", a letra detalha o comportamento rebelde de um amante. "Let It Flow", incluído na trilha sonora de Waiting to Exhale, acabou se tornando um grande sucesso no rádio urbano contemporâneo. A faixa é uma música sensual que exige que a cantora alcance seu registro mais baixo. Em "Why Should I Care", Braxton ascende a um canto alto e ofegante, enquanto em "I Don't Want To", R. Kelly fornece o som suave do solavanco, em uma música sobre um romance em negação, e " I Love Me Some Him " foi escrito por Andrea Martin e Gloria Stewart e produzido por Soulshock & Karlin.

## Singles
O primeiro single do álbum, "You're Makin' Me High", rendeu a Braxton seu primeiro single número um nas paradas Billboard Hot 100 e Billboard Hot R&B/Hip-Hop Songs. O seu Lado B, "Let It Flow", foi um sucesso no airplay e integrou a trilha sonora do filme Waiting to Exhale, de 1995 . O segundo single, "Un-Break My Heart", tornou-se um sucesso comercial em todo o mundo, alcançando o número um no Hot 100 por 11 semanas consecutivas, número um no Hot Dance Club Play, e número dois na Hot R&B/Hip-Hop Songs, enquanto lidera as paradas em vários outros países. O terceiro single da obra, "I Don't Want To", alcançou o top 20 do Hot 100 e o top 10 da parada de R&B. Seu lado B, "I Love Me Some Him", foi um grande sucesso no airplay no mercado interno. O quarto single oficial do álbum, "How Could an Angel Break My Heart", que apresenta Kenny G no saxofone, tornou-se mais uma das 40 primeiros lugares no Reino Unido, mas não entrou nas paradas nos EUA.

## Recepção da crítica
| Críticas profissionais        | Críticas profissionais |
| Avaliações da crítica         | Avaliações da crítica  |
| Fonte                         | Avaliação              |
| ----------------------------- | ---------------------- |
| AllMusic                      | [ 7 ]                  |
| Robert Christgau              | A−                     |
| Entertainment Weekly          | A−                     |
| Q                             | [ 3 ]                  |
| Rolling Stone                 | Mediano                |
| The Rolling Stone Album Guide | [ 9 ]                  |
| Spin                          | 7/10                   |

O álbum recebeu críticas positivas de críticos de música. Stephen Thomas Erlewine do AllMusic, escreveu que o "talento vocal de Braxton é o que une Secrets e o transforma em uma coleção contemporânea de R&B de primeira linha. Braxton é uma cantora que pode atravessar os confins do rádio adulto contemporâneo sem perder ou trair o soul que está na base de sua música, e seu talento é mais brilhante em Secrets". Ken Tucker, da Entertainment Weekly, escreveu: "Em conjunto, este par de músicas não apenas demonstra o alcance técnico de Braxton, mas também confirma sua capacidade de entregar os segredos de Secrets, sermões de sensualidade — alguns gospeis de bom e mau amor — com eloquência incomum". Robert Christgau, em seu guia do consumidor para o MSN, afirmou:" A diva aprendiz da estréia era modesta, composta, praticamente anônima. Eu levo a It Girl certa a qualquer momento — especialmente alguém que insiste em conseguir seus adereços". David Frick, da Rolling Stone, comentando: " Enquanto o R&B de champanhe e angústia de estilista continua, o Secrets é agradável e fácil".

## Alinhamento de faixas
| Edição padrão  |                                                                       |                                                 |                    |                    |         |  |
| N.º            | Título                                                                | Letras                                          | Música             | Produtor(es)       | Duração |  |
| 1.             | "Come On Over Here"                                                   | Tony Rich Marc Nelson Darrell Spencer           | Rich               | Rich L.A. Reid     | 3:36    |  |
| 2.             | "You're Makin' Me High"                                               | Babyface Bryce Wilson                           | Babyface Wilson    | Babyface Wilson    | 4:26    |  |
| 3.             | "There's No Me Without You"                                           | Babyface                                        | Babyface           | Babyface           | 4:19    |  |
| 4.             | "Un-Break My Heart"                                                   | Diane Warren                                    | Warren             | David Foster       | 4:30    |  |
| 5.             | "Talking in His Sleep"                                                | Toni Braxton                                    | Keith Crouch       | Crouch             | 5:33    |  |
| 6.             | "How Could an Angel Break My Heart"                                   | Babyface Braxton                                | Babyface Braxton   | Babyface           | 4:20    |  |
| 7.             | "Find Me a Man"                                                       | Babyface                                        | Babyface           | Babyface           | 4:27    |  |
| 8.             | "Let It Flow"                                                         | Babyface                                        | Babyface           | Babyface           | 4:21    |  |
| 9.             | "Why Should I Care"                                                   | Babyface                                        | Babyface           | Babyface           | 4:25    |  |
| 10.            | "I Don't Want To"                                                     | R. Kelly                                        | Kelly              | Kelly              | 4:17    |  |
| 11.            | "I Love Me Some Him"                                                  | Soulshock & Karlin Andrea Martin Gloria Stewart | Soulshock & Karlin | Soulshock & Karlin | 5:09    |  |
| 12.            | "In the Late of Night" (inclui faixa oculta "Toni's Secrets" no 5:19) | Babyface Jonathan Buck                          | Babyface Buck      | Babyface           | 5:33    |  |
| Duração total: | Duração total:                                                        | Duração total:                                  | Duração total:     | Duração total:     | 54:56   |  |

| Edição japonesa, edição brasileira de platina e faixas bônus internacionais de edição especial |                                         |                 |                 |                                                                               |         |  |
| N.º                                                                                            | Título                                  | Letras          | Música          | Produtor(es)                                                                  | Duração |  |
| 13.                                                                                            | "You're Makin Me High" (T'empo Mix)     | Babyface Wilson | Babyface Wilson | Babyface Wilson Tim Lennow [a] [b] Andrew Clough [a] [b] Colin Thorpe [a] [b] | 4:13    |  |
| 14.                                                                                            | "Un-Break My Heart" (Classic Radio Mix) | Warren          | Warren          | Foster Frankie Knuckles [c] Satoshi Tomiie [a]                                | 4:27    |  |
| 15.                                                                                            | "I Don't Want To" (Frankie Knuckles)    | Kelly           | Kelly           | Kelly Knuckles [a] [b] Tomiie [a]                                             | 3:56    |  |
| Duração total:                                                                                 | Duração total:                          | Duração total:  | Duração total:  | Duração total:                                                                | 54:56   |  |

| Faixa bônus da edição latino-americana |                                                            |                         |         |  |
| N.º                                    | Título                                                     | Produtor(es)            | Duração |  |
| 13.                                    | "Regresa a Mi" (Versão em espanhol de "Un-Break My Heart") | Foster K. C. Porter [b] | 4:30    |  |

| Faixas bônus do 20º aniversário - disco um |                                                            |                         |         |  |
| N.º                                        | Título                                                     | Produtor(es)            | Duração |  |
| 13.                                        | "Toni's Secret"                                            | Braxton                 | 0:15    |  |
| 14.                                        | "Un-Break My Heart" (Frankie Knuckles Classic Radio Mix)   | Foster Knuckles Tomiie  | 4:27    |  |
| 15.                                        | "I Don't Want To" (Frankie Knuckles Radio Edit)            | Knuckles                | 4:17    |  |
| 16.                                        | "You're Makin' Me High" (Classic Edit)                     | Babyface Wilson Morales | 3:35    |  |
| 17.                                        | "How Could An Angel Break My Heart" (Cuca True Radio Edit) | DJ Cuca                 | 4:08    |  |
| 18.                                        | "You're Makin' Me High" (Radio Edit)                       | Babyface Wilson         | 4:07    |  |
| 19.                                        | "Un-Break My Heart" (Diva Mix)                             | Foster                  | 5:18    |  |

| Faixas bônus do 20º aniversário - disco dois |                                                          |                                     |         |  |
| N.º                                          | Título                                                   | Produtor(es)                        | Duração |  |
| 1.                                           | "You're Makin' Me High"                                  | Morales                             |         |  |
| 2.                                           | "Un-Break My Heart" (Versão em espanhol)                 | Foster Porter                       | 4:17    |  |
| 3.                                           | "How Could An Angel Break My Heart" (Remix Version)      | Babyface                            | 4:20    |  |
| 4.                                           | "I Don't Want To" (Dance Extended Mix)                   | Knuckles                            | 5:50    |  |
| 5.                                           | "You're Makin' Me High" (Classic Mix)                    | Morales                             | 9:41    |  |
| 6.                                           | "I Don't Want To" (Classic Club Mix)                     | Knuckles Tomiie                     | 10:54   |  |
| 7.                                           | "Un-Break My Heart" (Soul Hex Anthem Vocal)              | Soul Solution Hex Hector            | 9:31    |  |
| 8.                                           | "You're Makin' Me High" (Tempo's Private Club Mix)       | Adam Clough Tim Lennox Colin Thorpe | 8:50    |  |
| 9.                                           | "I Don't Want To" (Disco Radio)                          | Knuckles Tomiie                     | 3:59    |  |
| 10.                                          | "You're Makin' Me High" (Groove Remix)                   | Morales                             | 4:34    |  |
| 11.                                          | "How Could An Angel Break My Heart" (Cuca True Club Mix) | DJ Cuca                             | 6:12    |  |
| 12.                                          | "You're Makin' Me High" (Instrumental)                   | Babyface Wilson                     | 4:27    |  |

Notas
- ↑a  significa um produtor adicional
- ↑b  significa um remixador
- ↑c  significa um produtor de remix

## Equipe
Créditos adaptados das notas principais de Secrets.

### Músicos
- Toni Braxton –  vocais principais, vocais de fundo, todos os vocais; arranjo vocal
- Tony Rich – arranjo, todos os instrumentos, vocais de fundo
- Marc Nelson – vocais de fundo
- Shanice Wilson – vocais de fundo
- Randy Walker – programação MIDI
- Bryce Wilson – programação de bateria, programação de teclado
- Babyface – teclados; violão; vocais de fundo; programação de bateria; violão, violão elétrico; sintetizadores
- Chanté Moore – vocais de fundo
- Jakkai Butler – vocais de fundo
- Reggie Hamilton – baixo
- Luis Conte – percussão
- Jeremy Lubbock – arranjo de cordas, condução de cordas
- David Foster – arranjo, programação de teclado
- Simon Franglen – programação Synclavier
- Dean Parks –  violão
- Michael Thompson – guitarra elétrica, violão
- L.A. Reid – arranjo vocal de fundo
- Tim Thomas – arranjo vocal de fundo
- Keith Crouch – arranjo, órgão B3, todos os outros instrumentos, arranjo vocal
- Sherree Ford-Payne – vocais de fundo
- Greg Phillinganes – piano
- Nathan East – baixo
- Kenny G – saxofone
- Reggie Griffin – guitarra
- R. Kelly – arranjo, vocais de fundo, todos os instrumentos
- Soulshock & Karlin – arranjo
- Andrea Martin – vocais de fundo

### Técnico
- Tony Rich – produção
- L.A. Reid – produção
- NealHPogue – gravação
- Leslie Brathwaite – gravação
- John Frye – assistência de gravação
- Jon Gass – mixagem
- Babyface – produção; produção executiva
- Bryce Wilson – produção
- Brad Gilderman – gravação
- Russell Elevado – gravação
- Paul Boutin – assistência de gravação
- Robbes Stieglitz – assistência de gravação
- Bryan Reminic – assistência de gravação
- "Bassy" Bob Brockmann – mixagem
- Kyle Bess – assistência de gravação
- Brandon Harris – assistência de gravação
- Richard Huredia – assistência de gravação
- Ivy Skoff – coordenação de produção
- David Foster – produção
- Felipe Elgueta – gravação
- Mick Guzauski – mixagem
- Marnie Riley – assistência de mixagem
- Keith Crouch – produção, gravação
- Eugene Lo – gravação
- Booker T. Jones III – mixagem
- Jin Choi – assistência de gravação
- Jon Shrive – assistência de gravação
- Bill Kinsley – assistência de gravação
- Brad Haehnel – assistência de gravação
- Al Schmitt – engenharia de cordas
- Glen Marchese – assistência de gravação
- Larry Schalit – assistência de gravação
- R. Kelly – produção, mixagem
- Peter Mokran –  produção, mixagem
- John Merchant – assistência de gravação
- Frank Gonzales – assistência de gravação
- Ron Lowe – assistência de mixagem
- Soulshock & Karlin – produção
- Manny Marroquin – gravação
- Dave Reitzas – engenharia de cordas
- Herb Powers Jr. – masterização
- Toni Braxton – produção executiva

### Obra de arte
- Toni Braxton – direção criativa
- Davett Singletary – direção de arte
- D.L. Warfield – design
- Nigel Sawyer – assistência de design
- Randee St. Nicholas – fotografia

## Desempenho comercial
Secrets estreou no número dois na Billboard 200 (atrás do Load do Metallica) e no número um no Top R&B/Hip-Hop Albums, vendendo 170.000 cópias em sua primeira semana. O álbum foi certificado em outubro de platina pela Recording Industry Association of America (RIAA) em 3 de outubro de 2000, e em abril de 2011, havia vendido 5.364.000 cópias nos Estados Unidos, segundo a Nielsen SoundScan. Vendeu mais 927.000 cópias através do BMG Music Club. No Canadá, o álbum chegou ao número quatro no RPM Albums Chart e foi certificado sétuplo platina pela Canadian Recording Industry Association (CRIA) em 31 de dezembro de 1997, denotando vendas superiores a 700.000 unidades.
O álbum estreou no número 54 na UK Albums Chart na semana que terminou em 29 de junho de 1996, antes de chegar ao número 10 em sua 30ª semana na parada, em 25 de janeiro de 1997. Em 1º de abril de 1997, o Secrets foi certificado dupla platina pela British Phonographic Industry (BPI) para vendas de mais de 600.000 cópias. Na Europa continental, o álbum liderou as paradas na Dinamarca, Noruega Países Baixos e Suíça, alcançando os cinco primeiros na Áustria, Bélgica, Finlândia, Alemanha e Suécia e o top 10 na Irlanda. Na Oceania, o álbum alcançou o número 11 na Austrália e na Nova Zelândia; foi certificado de platina dupla pela Australian Recording Industry Association (ARIA) e ouro pela Recording Industry Association of New Zealand (RIANZ). Até maio de 2010, Secrets já havia vendido 15 milhões de cópias em todo o mundo.
| Tabela musical (1996–97)            | Melhor posição |
| ----------------------------------- | -------------- |
| Alemanha (GfK Entertainment Charts) | 2              |
| Austrália (ARIA Charts)             | 11             |
| Áustria (Ö3 Austria Top 40)         | 2              |
| Bélgica (Ultratop 50 de Flandres)   | 4              |
| Bélgica (Ultratop 40 da Valônia)    | 6              |
| Canadá (RPM)                        | 4              |
| Escócia (OCC)                       | 27             |
| Estados Unidos (Billboard 200)      | 2              |
| Estados Unidos (R&B/Hip-Hop Albums) | 1              |
| Espanha (AFYVE)                     | 25             |
| Europa (Top 100 Albums)             | 3              |
| Finlândia (IFPI Finlândia)          | 3              |
| França (SNEP)                       | 22             |
| Grécia (IFPI Grécia)                | 2              |
| Hungria (MAHASZ)                    | 5              |
| Islândia (Tónlist)                  | 5              |
| Irlanda (IRMA)                      | 7              |
| Itália (FIMI)                       | 15             |
| Japão (Oricon)                      | 65             |
| Malásia (RIM)                       | 8              |
| Noruega (VG-lista)                  | 1              |
| Nova Zelândia (Recorded Music NZ)   | 11             |
| Países Baixos (Hitlisten)           | 1              |
| Países Baixos (Album Top 100)       | 1              |
| Portugal (AFP)                      | 3              |
| Reino Unido (UK Albums Chart)       | 10             |
| Reino Unido (UK R&B Albums Chart)   | 2              |
| Suécia (Sverigetopplistan)          | 2              |
| Suíça (Schweizer Hitparade)         | 1              |

| Tabela musical (1990–99)       | Posição |
| ------------------------------ | ------- |
| Estados Unidos (Billboard 200) | 51      |

| Tabela musical (1996)               | Posição |
| ----------------------------------- | ------- |
| Alemanha (GfK Entertainment Charts) | 65      |
| Canadá (RPM)                        | 11      |
| Europa (Music & Media)              | 46      |
| Estados Unidos (Billboard 200)      | 23      |
| Estados Unidos (R&B/Hip-Hop Albums) | 9       |
| Países Baixos (MegaCharts)          | 12      |
| Reino Unido (UK Albums Chart)       | 26      |

| Tabela musical (1997)                   | Posição |
| --------------------------------------- | ------- |
| Alemanha (GfK Entertainment Charts)     | 9       |
| Austrália (ARIA)                        | 36      |
| Áustria (Ö3 Austria)                    | 11      |
| Bélgica (Ultratop Flanders)             | 19      |
| Bélgica (Ultratop Wallonia)             | 30      |
| Estados Unidos (Billboard 200)          | 9       |
| Estados Unidos (Top R&B/Hip-Hop Albums) | 14      |
| Europa (Music & Media)                  | 5       |
| Reino Unido (UK Albums Chart)           | 28      |
| Suíça (Schweizer Hitparade)             | 6       |

| Tabela musical (2000)               | Posição |
| ----------------------------------- | ------- |
| Finlândia (Suomen virallinen lista) | 110     |

| Região                                                                                             | Certificação | Vendas     |
| -------------------------------------------------------------------------------------------------- | ------------ | ---------- |
| Alemanha (BVMI)                                                                                    | Platina      | 500,000^   |
| Austrália (ARIA)                                                                                   | 2× Platina   | 140,000^   |
| Áustria (IFPI Austria)                                                                             | Platina      | 50,000*    |
| Bélgica (BEA)                                                                                      | Platina      | 50,000*    |
| Canadá (Music Canada)                                                                              | 7× Platina   | 700,000^   |
| Espanha (PROMUSICAE)                                                                               | Ouro         | 50,000^    |
| Estados Unidos (RIAA)                                                                              | 3× Platina   | 6,291,000^ |
| Europa (IFPI)                                                                                      | 3× Platina   | 3,000,000* |
| Finlândia (Musiikkituottajat)                                                                      | Ouro         | 35,227^    |
| França (SNEP)                                                                                      | Ouro         | 100,000*   |
| Japão (RIAJ)                                                                                       | Platina      | 200,000^   |
| Nova Zelândia (RMNZ)                                                                               | Ouro         | 7,500^     |
| Noruega (RMNZ)                                                                                     | Platina      | 50,500^    |
| Países Baixos (NVPI)                                                                               | 2× Platina   | 200,000^   |
| Polônia (ZPAV)                                                                                     | Platina      | 100,000^   |
| Reino Unido (BPI)                                                                                  | 2× Platina   | 600,000^   |
| Suécia (GLF)                                                                                       | 2× Platina   | 100,000^   |
| Suíça (IFPI Suíça)                                                                                 | 2× Platina   | 100,000^   |
| ^distribuições baseadas apenas na certificação *números de vendas baseados somente na certificação |              |            |

## Histórico de lançamento
| País           | Data                   | Edição          | Formato | Gravadora(s)     | Referência(s) |
| -------------- | ---------------------- | --------------- | ------- | ---------------- | ------------- |
| Estados Unidos | 18 de junho de 1996    | Padrão          | CD      | LaFace Arista    | [ 83 ]        |
| Alemanha       | 24 de junho de 1996    | Padrão          | CD      | BMG              | [ 84 ]        |
| Japão          | 10 de julho de 1996    | Padrão          | CD      | BMG              | [ 85 ]        |
| Reino Unido    | 1 de julho de 2016     | 20º aniversário | CD      | Funkytowngrooves | [ 86 ]        |
| Japão          | 3 de fevereiro de 2017 | 20º aniversário | CD      | Solid Records    | [ 87 ]        |